# Det var en yndig tid
Det var en yndig tid (Det var en härlig tid) var Danmarks bidrag i Eurovision Song Contest 1960, framfört på danska av Katy Bødtger.
Låten framfördes som den fjärde i ordningen under kvällen, efter Luxemburgs Camillo Felgen med "So laang we's du do bast" och innan Belgiens Fud Leclerc med "Mon amour pour toi". Vid röstningens avslut hade den fått 4 poäng, och placerade sig 10:e av de 13 tävlande bidragen.